# Amyna virbioides
Amyna virbioides är en fjärilsart som beskrevs av Arnold Pagenstecher 1907. Amyna virbioides ingår i släktet Amyna och familjen nattflyn. Inga underarter finns listade i Catalogue of Life.